# Vieille-Église
Vieille-Église és un municipi francès, situat al departament del Pas de Calais i a la regió dels Alts de França. L'any 2004 tenia 1.139 habitants.
Es troba al nord del departament del Pas de Calais, al cantó d'Audruicq, que al seu torn forma part del districte de Saint-Omer.